# Zelandotipula yungasicola
Zelandotipula yungasicola là một loài ruồi trong họ Tipulidae. Chúng phân bố ở vùng Tân nhiệt đới.